# It's a Man's World (serie televisiva)
It's a Man's World è una serie televisiva statunitense in 19 episodi trasmessi per la prima volta nel corso di una sola stagione dal 1962 al 1963.
È una serie del genere commedia a sfondo drammatico incentrata sulle vicende di quattro giovani che vivono in una casa galleggiante chiamata The Elephant, ormeggiata sul fiume Ohio, nella città di Cordella, nell'Ohio.

## Trama
I personaggi principali sono lo studente di college Wes Macauley e suo fratello più giovane Howie, orfani di recente. Tom-Tom DeWitt è uno studente di college che viene da una ricca famiglia di Chicago, Vern Hodges è uno spirito libero e talentuoso chitarrista nativo del Nord Carolina. Tutti e quattro vivono in una casa galleggiante ormeggiata sul fiume Ohio. La studentessa di college Irene Hoff è la fidanzata di Wes, il quale è continuamente alle prese con problemi economici. Iona e Virgil Dobson sono due amici dei quattro ragazzi. La loro figlia, Alma Jean, è interessata a Vern mentre Nora Fitzgerald è interessata a Tom-Tom. Vi è anche un cane denominato Shadrack.

## Personaggi e interpreti
- Wes Macauley, interpretato da Glenn Corbett.
- Howie Macauley, interpretato da Michael Burns.
- Thomas A. 'Tom-Tom' DeWitt, interpretato da Ted Bessell.
- Vern Hodges, interpretato da Randy Boone.
- Alma Jean Dobson, interpretata da Jeanine Cashell.
- Houghton Stott, interpretato da Harry Harvey.
- Iona Dobson, interpretata da Kate Murtagh.
- Irene Hoff, interpretata da Jan Norris.
- Nora Fitzgerald, interpretata da Ann Schuyler.
- Mrs. Belknap, interpretata da Joan Tewkesbury.
- Molly, interpretata da Dawn Wells.

## Produzione
La serie, ideata da Peter Tewksbury, fu prodotta da Heyday Productions e girata nei Revue Studios a Hollywood in California, a Parkersburg, West Virginia, e a Marietta, sul fiume Ohio. Tra i registi e tra i produttori è accreditato lo stesso Peter Tewksbury.

### Sceneggiatori
Tra gli sceneggiatori sono accreditati:
- James Leighton in 2 episodi (1962)
- John McGreevey in 2 episodi (1962)
- James B. Allardice

## Distribuzione
La serie fu trasmessa negli Stati Uniti dal 17 settembre 1962 al 28 gennaio 1963 sulla rete televisiva NBC.

## Episodi
| Stagione       | Episodi | Prima TV USA |
| -------------- | ------- | ------------ |
| Prima stagione | 19      | 1962-1963    |